# Brunnhem Smedsgården
Brunnhem Smedsgården este o arie protejată (arie specială de conservare — SAC, sit de importanță comunitară — SCI) din Suedia întinsă pe o suprafață de 1,2 ha, integral pe uscat.

## Localizare
Centrul sitului Brunnhem Smedsgården este situat la coordonatele 58°17′23″N 13°41′38″E / 58.2897°N 13.694°E.

## Înființare
Situl Brunnhem Smedsgården a fost declarat sit de importanță comunitară în decembrie 1998 pentru a proteja 1 specie de plante. Situl a fost protejat și ca arie specială de conservare în martie 2011.

## Biodiversitate
Situată în ecoregiunea boreală, aria protejată nu include niciun habitat protejat.
La baza desemnării sitului se află o specie protejată de  plante: papucul doamnei (Cypripedium calceolus).